# Henotesia houlbertiana
Henotesia houlbertiana är en fjärilsart som beskrevs av Charles Oberthür 1923. Henotesia houlbertiana ingår i släktet Henotesia och familjen praktfjärilar. Inga underarter finns listade i Catalogue of Life.